# Cerro Khapia

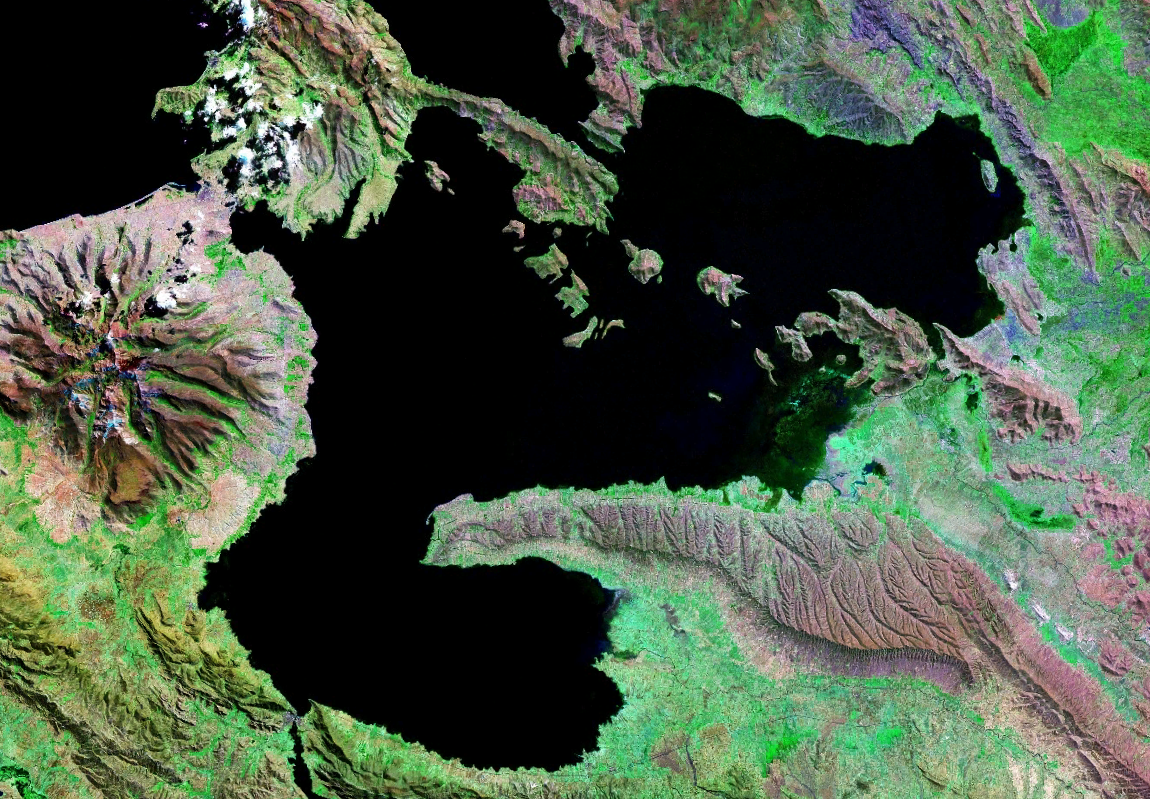
Vista satelital del sur del lago Titicaca, en el extremo izquierdo de la imagen se observa el cerro Khapia con base circular. Hacia el norte del cerro Khapia el istmo de Yunguyo y la península de Copacabana.

El cerro Khapia o Ccapia (del aimara: Qhaphiya, 'tierra árida') es una montaña ubicada en la meseta del Collao, próximo al lago Titicaca al sur del Perú. Su formación refiere a un periodo de actividad tectónica por lo que abundan formaciones de roca plutonica. Tiene una altura de 4809 m s. n. m. y en lo alto del apu se encuentra la laguna de Huarahuarani
encerrada en un cráter horadado a manera de anfiteatro.
Políticamente se ubica entre los distritos de Cuturapi, Copani, Zepita, Yunguyo y Pomata, en la región Puno.
Para los pobladores de la región, el cerro tiene un carácter sagrado y mágico, además de formar parte de muchos relatos míticos propios de la cultura aimara de la zona.

## Reserva paisajística Cerro Khapia
La reserva paisajística Cerro Khapia fue declarada como tal el 28 de mayo de 2011 con el objetivo de conservar los valores y la diversidad biológica, cultural, paisajística y de ecosistemas del cerro Khapia. Esta zona reservada reconoce el derecho de propiedad de las comunidades campesinas de la zona, así como el respeto a las prácticas culturales, religiosas, espirituales y agropecuarias tradicionales.